# Kaitlyn Lawes
Kaitlyn Lawes (* 16. Dezember 1988 in Winnipeg, Manitoba) ist eine kanadische Curlerin.

## Karriere
Sie gewann zweimal in Folge mit ihrer Mannschaft die kanadischen Meisterschaften der Junioren und qualifizierte sich damit jeweils für die Curling-Juniorenweltmeisterschaft. Dort gewann sie Bronze und Silber.
In der Saison 2009/2010 spielte sie als Third in der Mannschaft von Skip Cathy King. Nach der Weltmeisterschaft 2010 ersetzte sie Cathy Overton-Clapham in der Mannschaft von Jennifer Jones.
Am 20. Februar 2014 gewann sie in der Mannschaft von Jennifer Jones bei den Olympischen Winterspielen in Sotschi die Goldmedaille. Kanada gewann gegen Schweden 6:3.
Bei der Weltmeisterschaft 2015 in Sapporo zog sie mit dem von Jennifer Jones geleiteten Team in das Finale ein, verlor dort aber 3:5 gegen das Schweizer Team um Skip Alina Pätz.
Lawes hat mehrfach für die Provinz Manitoba an den kanadischen Damenmeisterschaften Tournament of Hearts teilgenommen. 2015 gewann sie die Goldmedaille, 2011 und 2013 die Silbermedaille und 2012 und 2016 die Bronzemedaille.
Im Januar 2018 gewann sie zusammen mit John Morris die kanadischen Mixed Doubles Olympic Trials und vertrat Kanada bei diesem erstmals ausgetragenen Wettbewerb bei den Olympischen Winterspielen 2018 in Pyeongchang. Das kanadische Duo belegte in der Round Robin mit sechs Siegen und einer Niederlage den ersten Platz. Im Halbfinale schlugen sie Norwegen mit 8:4 und im Finale gewannen sie durch einen 10:3-Sieg gegen das Schweizer Team mit Jenny Perret und Martin Rios die Goldmedaille.
Bei der Weltmeisterschaft 2018 im kanadischen North Bay  wurde sie mit dem kanadischen Team um Jennifer Jones Weltmeisterin. Die Kanadierinnen blieben in der Round Robin ungeschlagen, besiegten im Halbfinale das US-amerikanische Team um Jamie Sinclair und schlugen im Finale Schweden mit Skip Anna Hasselborg mit 7:6 im Zusatzend.

## Teammitglieder
- Jennifer Jones (Skip)
- Jill Officer (Second)
- Dawn McEwen (Lead)
- Shannon Birchard (Alternate)

## Erfolge
- 1. Platz Weltmeisterschaft 2018
- 1. Platz Olympische Winterspiele 2018 im Mixed Double
- 1. Platz Mixed Doubles Olympic Trials 2018
- 1. Platz Scotties Tournament of Hearts 2015
- 1. Platz Olympische Winterspiele 2014
- 2. Platz Weltmeisterschaft 2015
- Kanadische Juniorenmeisterschaft 2008, 2009
- 2. Platz Juniorenweltmeisterschaft 2008
- 3. Platz Juniorenweltmeisterschaft 2009
- Sieg September Shoot-Out 2009
- 3. Platz Casinos of Winnipeg Classic 2008
- 3. Platz Trail Appliances Curling Classic 2009
- 3. Platz Colonial Square Ladies Classic 2009